# 克羅斯韋爾冰川
78°17′S 85°24′W / 78.283°S 85.400°W
克羅斯韋爾冰川是南極洲的冰川，全長19公里，流經欣山，最終注入埃倫冰川，根據美國地質調查局的測量和美國海軍的空中照片被繪入地圖。